# NGC 2321
NGC 2321 је спирална галаксија у сазвежђу Рис која се налази на NGC листи објеката дубоког неба.
Деклинација објекта је + 50° 45' 24" а ректасцензија 7h 5m 58,9s. Привидна величина (магнитуда) објекта NGC 2321 износи 13,9 а фотографска магнитуда 14,8. NGC 2321 је још познат и под ознакама UGC 3663, MCG 8-13-53, CGCG 234-51, NPM1G +50.0072, PGC 20141.